# بافلو إيفانوف
بافلو إيفانوف (بالأوكرانية: Іванов Павло Олександрович)‏ هو لاعب كرة قدم أوكراني في مركز الدفاع، ولد في 28 سبتمبر 1984 في كييف في أوكرانيا. لعب مع نادي بارتيزان مينسك ونادي بلشينا بوبرويسك ونادي دنيبرو دنيبروبتروفسك ونادي زاريا بالتي.

## وصلات خارجية
- بافلو إيفانوف على موقع اتحاد أوكرانيا (الإنجليزية)
- بافلو إيفانوف على موقع قاعدة بيانات كرة القدم.إي يو (الإنجليزية)
- بافلو إيفانوف على موقع Soccerway.com (الإنجليزية)
- بافلو إيفانوف على موقع عالم كرة القدم.نت (الإنجليزية)